# سفر صموئيل الأول
سفر صموئيل الأول (بالعبرية: ספר שמואל) هو تاسع أسفار التناخ الكتاب المقدس في الديانة اليهودية والعهد القديم في المسيحية؛ يصنف السفر ضمن الأسفار التاريخية أو ضمن الأسفار النبوية القديمة أي تلك القريبة من فترة القضاة وحكمهم. وفقًا للتقاليد اليهودية، قام صموئيل بكتابة هذا السفر، مع إضافات من الأنبياء جاد وناثان، إلا أن التفكير العلمي الحديث هو أن التاريخ التثنوي بأكمله تألف في الفترة بين 630-540 قبل الميلاد من خلال الجمع بين عدد من النصوص المستقلة من مختلف العصور.
يرفض الصدوقيون السامريون الاعتراف بقدسية السفر، وسوى ذلك لا يوجد خلاف على قدسيته لدى مختلف الطوائف اليهودية والمسيحية. يغطي السفر مرحلة هامة من التاريخ اليهودي، إذ يذكر نهاية أيام القضاة وانتقال بني إسرائيل إلى النظام الملكي بقيادة شاول، ثم يروي السفر النزاع بين شاول وداود وينتهي بنصر داود الغير مباشر بعد مقتل شاول في إحدى معاركه.

## كاتب السفر

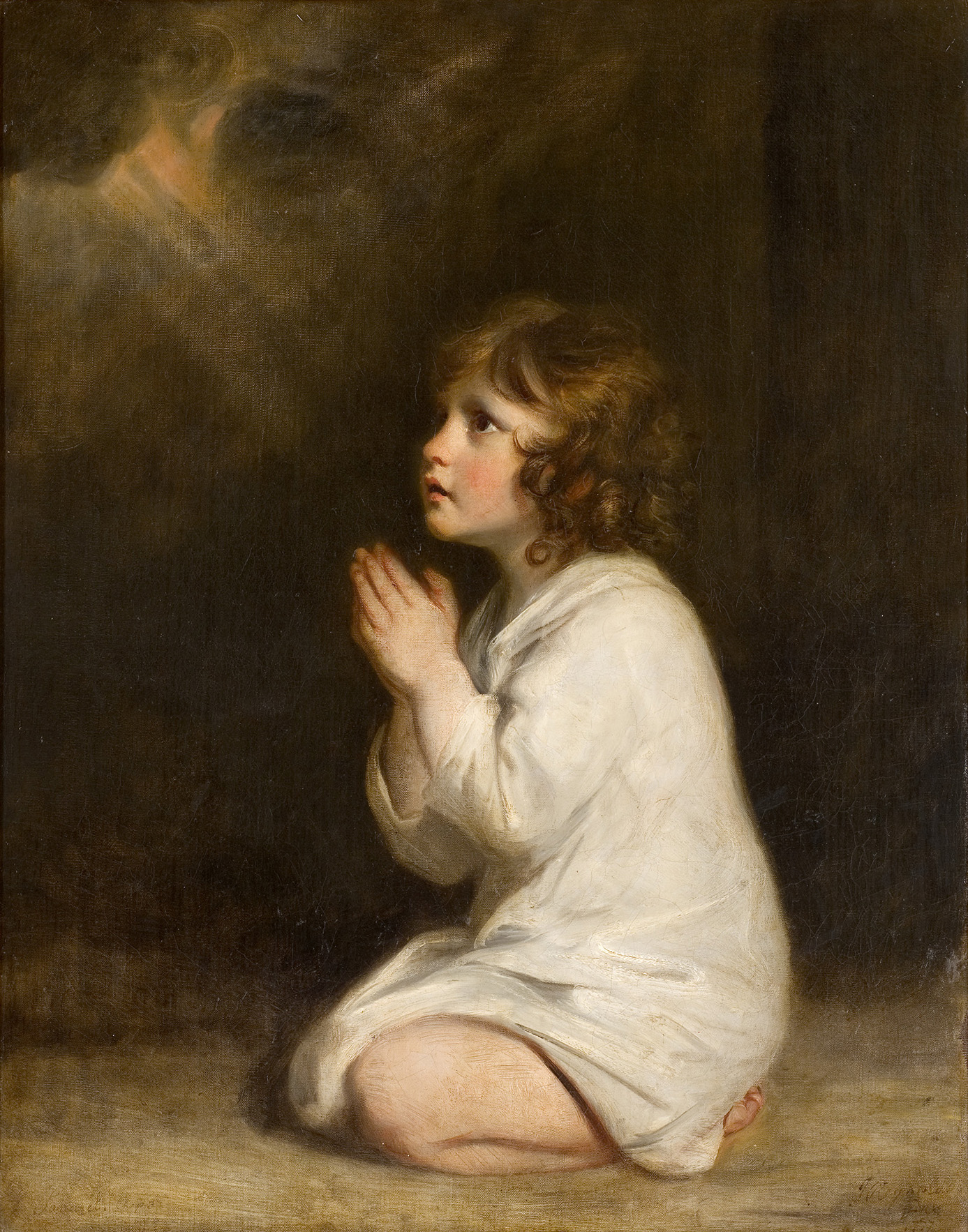
دعوة صموئيل، لوحة لجوشوا رينولد، 1723.

يتألف سفر صموئيل الأول من ثلاث محاور، الأولى طفولة صموئيل وتشملها الفصول الأول والثاني والثالث؛ المحور الثاني عندما غدا صموئيل نبيًا وقاضيًا للشعب، ولا يذكر السفر هنا أيًا من أعماله، ويتميز هذا المحور بالاختصار، ويمتد في الفصل الرابع حتى الفصل الثامن، أما المحور الثالث وهو الغاية الأساسية من كتابة السفر الذي يروي نشوء الملكية ثم الصراع بين داود وشاول، ويصبح في هذا المحور صموئيل شخصية هامشية ويظهر شاول وداود كشخصيات أساسية في السفر، مع بقاء صموئيل في الخلفية كمتوج للملك وناقل وصايا الله له حسب السفر؛ يتفق أغلب الباحثين بالتالي أن السفر لم يكن المراد منه نقل وقائع حياة النبي صموئيل وإنما متابعة سرد تاريخ بني إسرائيل بعد حقبة القضاة ومن ثم نشوء الملكية. ويمكن تقسيم المحور الثالث بدوره إلى عدة أقسام فرعية: السنوات الأولى السعيدة من عهد شاول من الفصل الثامن حتى الفصل الخامس عشر، حيث يذكر السفر على لسان الله: ندمت لأني جعلت شاول ملكًا، فهو رجع من ورائي ولم يقم كلامي. والقسم الثاني بروز نجم داود ويمتد من الفصل السادس عشر حتى الفصل الثامن عشر، ثم يبدأ النزاع بين شاول وداود والذي يغطي القسم الثالث من السفر؛ تتميز بنية السفر الأدبية خصوصًا في المحور الثالث باستقلال الفصول عن بعضها البعض، ويمكن أن تؤخذ أحداث القسم الثالث من المحور الثالث بشكل خاص، مقارنة مستمرة بين شاول وداود: وكانت الحرب طويلة بين بيت شاول وبيت داود، وكان دواد يزداد قوة بينما بيت شاول يزداد ضعفًا، يومًا بعد يوم. يذكر السفر أيضًا خبر وفاة صموئيل، ويستخدم صيغة الماضي البعيد وتكرر عبارة إلى هذا اليوم عددًا من المرات؛ إن كاتب السفر مجهول الهوية، لكن التقليد اليهودي ومن ثمّ المسيحي، استشهد بما جاء في سفر أخبار الأيام الأول للإشارة أن الفصول الأولى من السفر قد كتبها صموئيل بنفسه في حين تابع النبيان جاد وناثان كتابة سائر الأسفار؛ وقبل القيام بالترجمة السبعينية كان سفر صموئيل الأول وسفر صموئيل الثاني في كتاب واحد، غير أن المترجمين اليهود السبعين الذين أنجزوا الترجمة السبعينية قسموا السفر إلى كتابين، ينتهي الأول بموت شاول ليبدأ الثاني مع جلوس داود على عرش بني إسرائيل.
أما السبب التسمية، أو نسبة السفر لصموئيل رغم أن الغاية الأساسية من السفر ليست تأريخ حياته، فذلك يعود لأن السفر يبدأ بذكر قصة الحبل به وكذلك طفولته، ولأن صموئيل من قام بمسح أول ملوك إسرائيل شاول وداود، سوى ذلك لأن صموئيل كان حلقة الوصل بين زمن القضاة وزمن الملوك.
أما تاريخ كتابة السفر فيرى القس أنطونيوس فكري أنه: كتب السفر بعد انقسام المملكة وقبل السبي حيث يُذكر فيه مدة حكم داود كاملة (صموئيل الثاني 5:5) ويذكر ملوك يهوذا تمييزاً لهم عن ملوك إسرائيل (صموئيل الأول 27 : 6). أما القس يعقوب ملطي فيرى أن السفر يغطي مائة وخمس عشرة عامًا بين ميلاد صموئيل ووفاة شاول.
يقول الباحث والأب بولس فغالي فيما يخص تسمية السفر وموضوعه العام:
| سفر صموئيل الأول | كتاب صموئيل جزءان، سفر صموئيل الأول وسفر صموئيل الثاني، ولكن موضوعهما واحد متتابع. وما يرويانه لا يكتمل إلا مع كتاب الملوك بسفريه الأول والثاني. ولهذا كانت بعض النسخات القديمة تسمي سفري صموئيل سفر الملوك الأول وسفر الملوك الثاني، وسفري الملوك الأول والثاني، سفر الملوك الثالث وسفر الملوك الرابع. أما النسخات الحديثة فميزت بين كتاب صموئيل وكتاب الملوك وكلاهما يحدثاننا عن الملكية في أرض يهوذا وإسرائيل منذ أيام شاول إلى الملك يوياكين والجلاء إلى بابل سنة 587 ق. م. | سفر صموئيل الأول |

## قصة السفر وأحداثه

### طفولة صموئيل

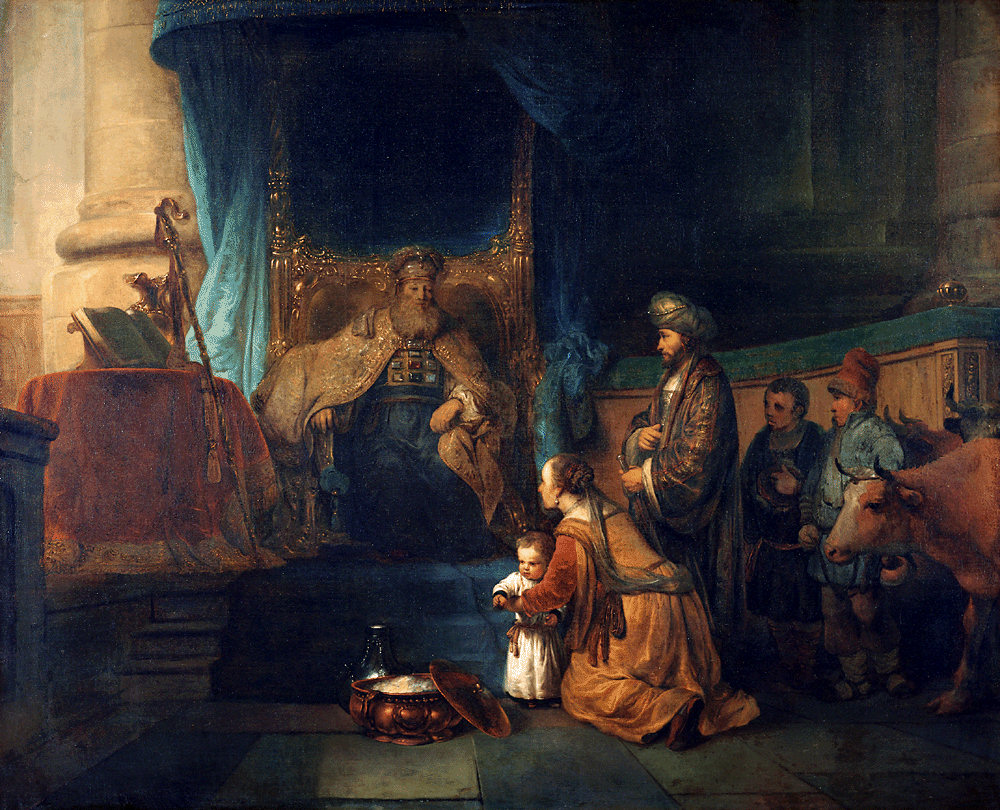
حنة تقدم ابنها صموئيل لعالي الكاهن، تنفيذًا لنذرها الذي نذرته للرب، حسبما جاء في سفر صموئيل الأول؛ اللوحة لجيربراند إيشوت، 1665.

يبدأ السفر بذكر قصة ألقانة رجل من سبط أفرايم ومن سكان الرامة، متزوج من حنة وفننة، لكن حنة لم يكن لها أولاد ما جعلها عرضة للسخرية من المجتمع ومن ضرتها، ويبدو أن ألقانة كان تقيًا: كان يصعد من مدينته من سنة إلى سنة ليسجد ويذبح لرب الجنود في شيلوه. أيام حكم القاضي عالي؛ في إحدى المرات خلال تواجدهم في شيلوه توجهت حنة إلى الرب بالدعاء: وبكت بكاءً ونذرت نذرًا، وقالت يا رب الجنود إن نظرت نظرًا إلى مذلة أمتك وذكرتني ولم تنس أمتك بل أعطيتها زرع بشر، فإني أعطيه للرب كل أيام حياته. فتحقق لها ما طلبت وولدت ابنًا أسمته صموئيل أي سَمِع لله قائلة: لأني من الرب طلبته ثم حين فطمته أصعدته معها بثلاث ثيران وإيفة دقيق وزق خمر، وأتت به إلى الرب في شيلوه والصبي صغير.
يذكر الفصل الثاني من السفر فرح حنة وتهللها، ويذكر حلاقًا أنها حبلت أيضًا وولدت ثلاث بنين وبنتين، ثم ينتقل ليذكر عالي الكاهن وأولاده الذي كان صموئيل لديهم: وشاخ عالي جدًا وسمع بكل ما عمله بنوه بجميع إسرائيل، وبأنهم كانوا يضاجعون النساء مجتمعات في باب خيمة الاجتماع. ورغم تقريع عالي لهم، لكن مبعوثًا من الله يسميه السفر رجل الله قد يكون نبيًا أو ملاكًا جاء إلى عالي مخبرًا إياه أنه بسبب فساد ابنيه سينزع الملك منه وستندثر عائلته من الوجود، ويذكر السفر هنا أن صموئيل: تزايد نموًا وصلاحًا لدى الرب والناس أيضًا.
ينتقل السفر في الفصل الثالث للحديث عما يطلق عليه اليوم في المسيحية اسم دعوة صموئيل فبينما كان نائمًا دعاه الله، فاعتقد صموئيل أن عالي الكاهن يدعوه فذهب إليه، وبعد أن تكرر الأمر ثلاث مرات أجاب صموئيل الرب: تكلم يا رب فإن عبدك يسمع. وذلك بناءً على نصيحة عالي. يرتبط هذا القسم من السفر بانتهاء مرحلة وبداية مرحلة، فالفصل يبدأ بعبارة: وكان في ذلك الزمان ويذكر أيضًا أن النبؤة كانت منقطعة لدى بني إسرائيل، أما عن فحوى دعوة صموئيل، فقد أخبره الله ما أخبر به عالي حول زوال حكمه، ولكنه أخبر صموئيل أنه سيغدو نبيًا عظيمًا: وعرف جميع إسرائيل من دان إلى بئر السبع أنه قد أوتمن صموئيل نبيًا للرب.

### الفلسطيون يأخذون تابوت العهد
يذكر الفصل الرابع عن معركة دارت في الفلسطيين وبنو إسرائيل في أفيق كانت نتيجتها أن انهزم بنو إسرائيل وقتل منهم أربعة آلاف رجل، لذلك قرر بنو إسرائيل أن يصطحبوا معهم تابوت العهد ويذهبوا لقتال الفلسطيين، ورغم تخوف الفلسطيين لأن تابوت العهد، كما يذكر السفر، كان مع بني إسرائيل، إلا أنهم استطاعوا الفوز على بني إسرائيل، وأخذوا تابوت العهد، وقتل من بني إسرائيل حسب السفر آنذاك ثلاثين ألف رجل، وعندما وصل الخبر إلى شيلوه حيث كان تابوت العهد شابقًا بحوزة عالي الكاهن وابنيه، سقط عالي عن الكرسي ومات من شدة الأسى، بعد أن قضى لإسرائيل أربعين سنة، وكان إبناه قد قتلا في المعركة، أما زوجة ابنه فقد أطرحت حملها من شدة الأسى أيضًا، وأخذت تندب: زال المجد من إسرائيل لأن تابوت الله قد أخذ. وبالتالي فإن النبؤة التي أخبر بها الله صموئيل قد تحققت.

### يهوه وداجون

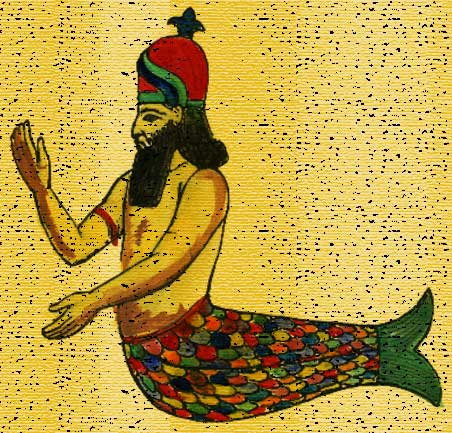
داجون الإله الكنعاني نصفه سمكة ونصفه إنسان، وقد ورد ذكره في سفر صموئيل الأول.

إثر الهزيمة نقل الفلسطيون تابوت العهد إلى أشدود ووضعوه داخل معبد الإله داجون؛ لكن الله رفض أن يكون وداجون في موضع واحد: وبكر الأشدوديون في الغد وإذا بداجون ساقط على وجهه إلى الأرض أمام تابوت الرب، فأخذوا داجون وأقاموه في مكانه، وبكروا صباحًا في الغد وإذا بداجون ساقط على وجهه على الأرض أمام تابوت الرب ورأس داجون ويده مقطوعة على العتبة، وقد بقي من جسمه نصف السمكة فقط. ثم أخذ الرب حسب السفر يضرب الأشدوديين بالأمراض ونقلوا التابوت إثر ذلك إلى مدينة جت، فحصل فيها ما حصل في أشدود من بلايا حسب السفر، وقام أهل جت بنقل تابوت العهد إلى عقرون، لكن العقرونيون رفضوا استقباله، فقرر إذاك شيوخ الفلسطيين إعادة تابوت العهد إلى بني إسرائيل، مزودًا بقربان إثم: أعطوا إله إسرائيل مجدًا لعله يخفف يده عنكم وعن آلهتكم. ثم وضعوا تابوت العهد على عربة وجعلوها تنطلق، يقول السفر أن العربة سارت دون أن تنحرف يمينًا ولا يسارًا، حتى وصلت إلى بيت شمس، فابتهج بنو إسرائيل، ووضعوا تابوت العهد بين يهوشع لكن الرب ضرب أهل بيت شمس لأنهم نظروا مباشرة لتابوت العهد دون وجود خيمة الاجتماع، فنقل تابوت العهد إلى يعاريم حيث ظل هناك عشرين عامًا. يروي الفصل السابع من السفر عظة صموئيل إثر عودة تابوت العهد: انزعوا الآلهة الغريبة وعشتار من وسطكم، وأعدوا قلوبكم للرب وحده واعبدوه وحده.
يذكر السفر بعد ذلك نصر بني إسرائيل على الفلسطيين في بيت المعونة، الموضع الذي سماه صموئيل بهذا الاسم لأن النصر كان بمعونة من الرب حسب السفر، ثم يذكر استرجاع بنو إسرائيل المدن التي سيطر عليها الفلسطيون من جت إلى عقرون، ثم إبرام معاهدة الصلح بينهم وبين الأموريين. ويختم هذا القسم من السفر: وقضى صموئيل لإسرائيل كل أيام حياته، وكان يذهب من سنة إلى سنة ويدور في بيت أيل والجلجال والمصفاة، ويقضي في جميع هذه المواضع، وكان رجوعه إلى الرامة وهناك قضى لإسرائيل أيضًا وبنى فيها مذبحًا للرب.

### قيام الملكية

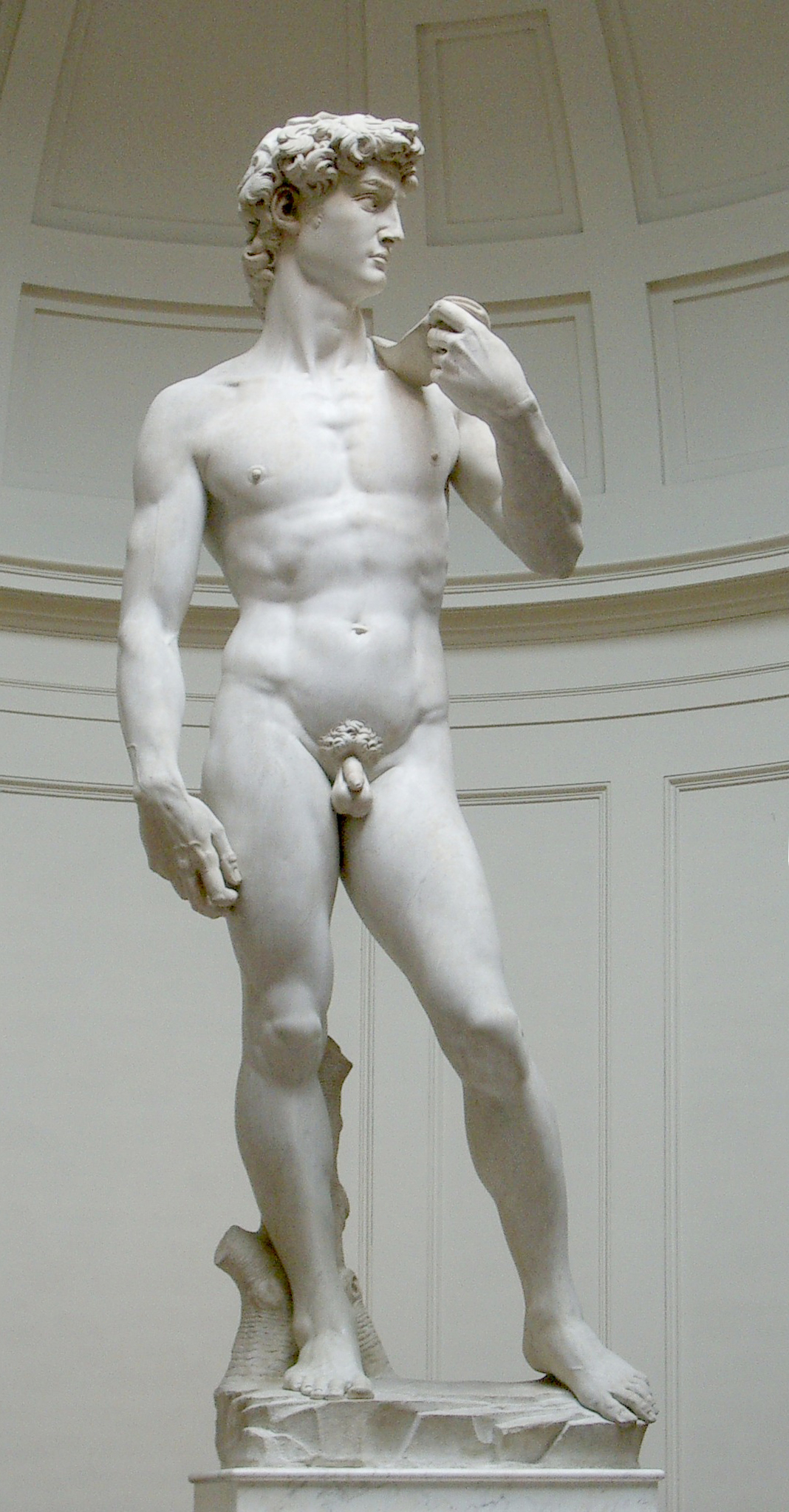
تمثال الملك داود لمايكل آنجلو.

ينتقل الفصل الثامن مباشرة ليذكر: ولما شاخ صموئيل، أي أن الأحداث قد وقعت بعد ثلاثين أو أربعين عامًا من وقوع الفصل السابع؛ يذكر الفصل كيف أقام صموئيل اثنان من بنيه قضاة في بئر السبع، لكن ابناه: مالا وراء المكسب وأخذا الرشوة وعوجا القضاء. فجاء شيوخ بني إسرائيل وطالبوا بملك، فاستاء صموئيل من هذا الطلب لكن الرب قال له: اسمع صوت الشعب في كل ما يقولون لك، لأنهم لم يرفضوك أنت بل إياي رفضوا، حتى لا أملك عليهم. فوافق صموئيل على رسامة الملك، ويذكر الفصل الثامن عظة طويلة لصموئيل يحدد فيها مهام الملك وحقوقه على الشعب، الفصل التاسع ينتقل لذكر قصة شاول ابن قيس، إذ قد ضاعت إبله فذهب يبحث عنها، ثم قرر استشارة صموئيل بوصفه نبي حول مكانها، وعندما وصل كان صموئيل قد تلقى وحيًا أن القادم هو ملك إسرائيل، فقام ومسحه وبالتالي أصبح شاول مسيحًا.(انظر الحاشية)(2) وينادى شاول بهذا اللقب عدة مرات في السفر، لكن شاول أبدى استغرابه: أنا بنياميني من أصغر أسباط إسرائيل، وعشيرتي أصغر كل عشائر أسباط بنيامين. إثر ذلك انتقل صموئيل إلى المصفاة حيث اختار شاول رسميًا وتوجه ملكًا على إسرائيل، ويذكر الفصل العاشر عظة صموئيل للمناسبة وكيف اختار شاول للمنصب.
وقد اتخذ شاول من مدينة الجلجال عاصمة له.

### شاول يخطئ

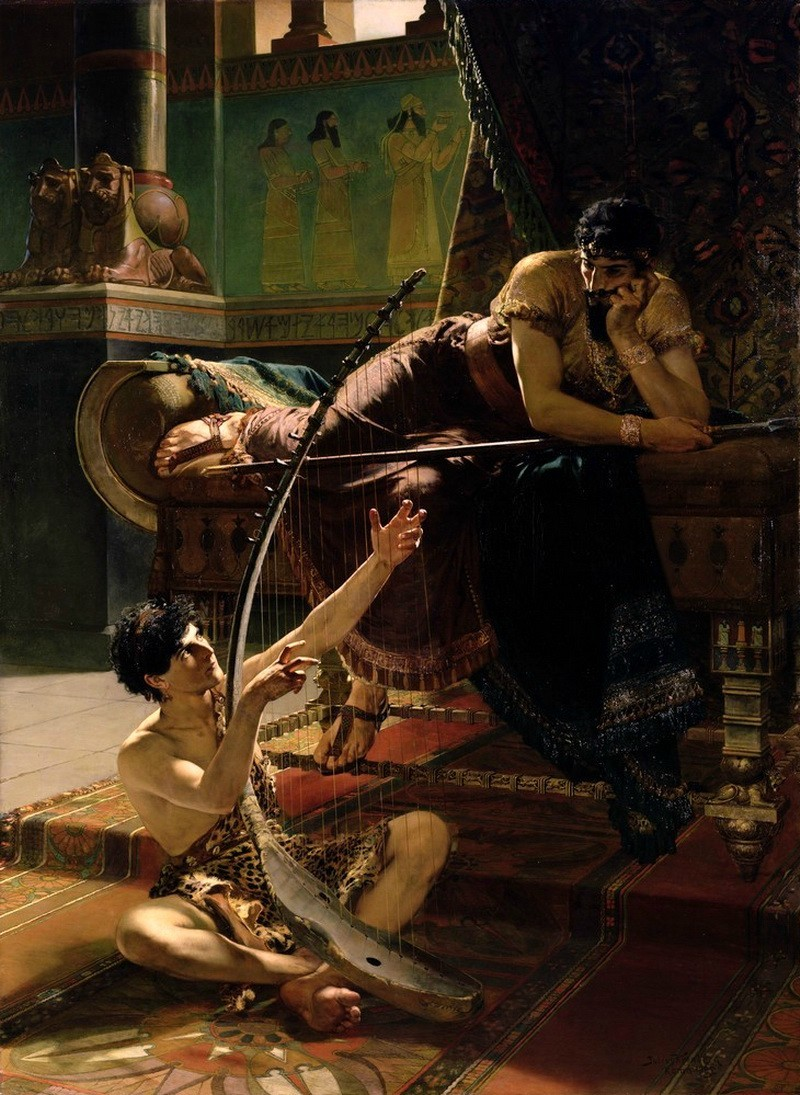
حسب سفر صموئيل الأول، عندما أخذت الأرواح النجسة تطارد شاول أخذ داود يعزف له على القيثارة “فتهدأ روحه”، اللوحة لجوليوس كورنبير، 1885.

إثر تتويجه قدم شاول نصرًا لبني إسرائيل على ناحاش العموني الذي كان يحاصر مدينة يابيش جلعاد كما يذكر الفصل الحادي عشر من السفر، ثم ينتقل السفر لذكر عظة صموئيل للشعب أعلن فيها عن تقاعده، إثر ذلك ينتقل السفر ليذكر الأحداث بعد سنتين من ملك شاول، فقد انتصر يوناثان ابنه على الفلسطيين في جبع، وأراد الفلسطيون الانتقام واتجهوا إلى الجلجال عاصمة شاول، وأراد شاول طلب العون من الرب فأرسل في طلب صموئيل، لكن صموئيل تأخر في القدوم فأصعد شاول المحرقات بنفسه دون قدوم صموئيل. فكان هذا خطأ شاول الأول حسب السفر.
الفصل الرابع عشر يروي كيف هجم يوناثان على أحد ثكنات الفلسطيين فقتل منهم نحو عشرين رجلاً، ثم كيف انتصر بنو إسرائيل على الفلسطيين في بيت آون، لكن شاول أخطأ حسب السفر مرة ثانية عندما أعلن الصوم على الشعب ولم يكن يوناثان يعلم فخرق الصوم ما يتوجب عليه الموت لكن الشعب رفض ذلك: أيموت يوناثان وهو الذي صنع هذا الخلاص العظيم في إسرائيل. فاستجات صموئيل لرغبة الشعب فكان هذا خطأه الثاني، وعندما أخذ بنو إسرائيل غنيمة الحرب لم يراعوا الشريعة اليهودية وأكلوا ما غنموا مع الدم، فكان خطأ شاول الثالث حسب السفر، رغم ذلك كانت انتصاراته تتوالى: وأخذ شاول الملك على إسرائيل، وحارب جميع أعدائه حواليه: موآب وبني عمون وبني آدوم وملك صوبة والفلسطيين وحيثما توجه غلب.
لكن الخطأ الأبرز أن صموئيل طلب باسم الرب من شاول أن يحارب العماليق: ولا تعف عنهم بل اقتل رجلاً وامرأة، طفلاً ورضيعًا، بقرًا وغنمًا، جملاً وحمارًا. لكن شاول ومن معه، إثر نصرهم على العماليق أخذوا الماشية والثروات والنساء، إذ ذاك يقول السفر على لسان الله: ندمت على أني جعلت شاول ملكًا، لأنه رجع من ورائي ولم يقم كلامي. ورغم أن شاول قدم ذبائح لكي يصفح الله عنه، إلا أن صموئيل استمر في تأديبه: فقال صموئيل، هل مسرة الرب بالمحرقات والذبائح، كما باستماع كلام الرب، هوذا الاستماع أفضل من الذبيحة والإصغاء أفضل من شحم الكباش، لأن التمرد كخطية العرافة والعناد كالوثن. وتنبأ صموئيل لشاول بأفول ملكه وبموته: كما أثكل سيفك النساء، كذلك تثكل أمك بين النساء. ولم يعد صموئيل لرؤية شاول بعد ذلك اليوم، بل اتجه إلى بيت لحم حيث طلب منه الله أن يجعل من داود مسيحًا، أما شاول فقد أخذت أرواح نجسة حسب السفر تطارده.

### بروز داود

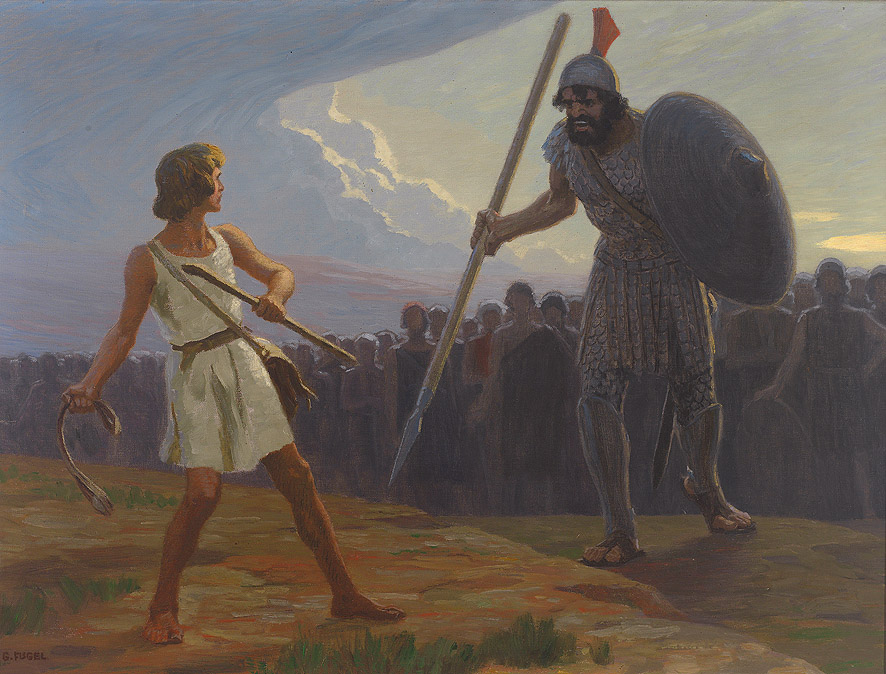
جالوت قبيل أن يهزمه داود ويقتله، اللوحة لجبارد فيجل، القرن التاسع عشر.

قامت الحرب بين الفلسطيين وبني إسرائيل الذين احتلوا مدينة سوكوة إحدى مدن سبط يهوذا حسب السفر، وأخذ جالوت الذي يستفيض السفر في وصفه بإرهاب بني إسرائيل حتى إن السفر يذكر: الرجل الذي يقتله، يغنيه الملك غنى جزيلاً، ويعطيه ابنته، ويجعل بيت أبيه حرًا في إسرائيل. إثر التحاق داود بالجيش راعه الخوف المسيطر بين قومه من جالوت: من هو هذا الفلسطي الأغلب حتى يعير صفوف الله الحي. ونزل لمبارزته: أنت تأت إلي بسيف وترس، أما أنا فآتي إليك باسم رب الجنود إله إسرائيل. واستطاع الانتصار عليه بالمقلاع والحجارة، يبدو أن هذا الانتصار قد أثر تأثيرًا قويًا على داود فقط نشأت صداقة قوية بينه وبين يوناثان ابن شاول: نفس يوناثان تعلقت بنفس داود وأحبه كنفسه. وحقق له شعبية كبيرة: فأجابت النساء اللاعبات وقلن، ضرب شاول الألوف أما داود عشرات الألوف. وتزوج ميكال ابنة شاول بعد أن قدم مهرها مئتي غلفة من الفلسطيين، والغلفة هي ما يقطع عند الختان، ويرد ذكرها عدة مرات في العهد القديم، إذ إن بني إسرائيل كانوا يتفاخرون بالختان.
لكن ذلك أثر على علاقة داود بشاول، تخوف الملك من الشاب الصاعد خصوصًا بعد توالي انتصاراته، وحاول قتله لكن داود هرب إلى الرامة حيث صموئيل، حاول يوناثان التوسط لدى أبيه لكنه فشل، وهرب داود إلى بلاد الفلسطيين، ثم عاد واحتمى في مكان يطلق عليه السفر اسم مغارة عدلام حيث: اجتمع إليه كل رجل متضايق وكل من كان عليه دين وكل رجل مر النفس، فكان عليهم رئيسًا، وكان معه نحو أربعمائة رجل. وكان قبل ذلك قد احتمى عند أخيمالك كبير الكهنة، ويذكر السفر كيف قتل شاول كبير الكهنة وجميع من معه من الكهنة لاحتوائهم داود، ما أضاف إلى معاصيه حسب السفر معصية جديدة.

### خواتم السفر

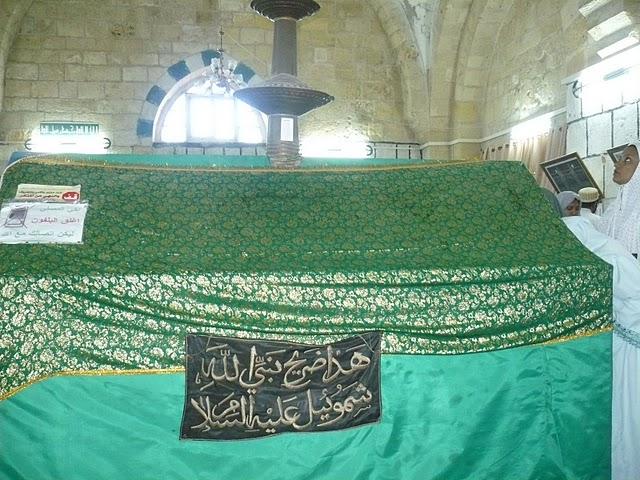
قبر صموئيل النبي اليوم في القدس، يدعى صموئيل في الإسلام: شمويل.

استطاع داود الانتصار على الفلسطيين وفتح مدينة عقيلة التي كانوا قد احتلوها، ولحق به شاول وحاول قتله، فيذكر الفصل الرابع والعشرون كيف التقى داود وشاول ورفض داود قتله رغم تمكنه من ذلك، فتصالح الرجلان، ثم ينتقل السفر لذكر خبر وفاة صموئيل النبي، وقصة نابال الذي يدعى في السفر بالأحمق وزوجته أبيجايل التي ستغدو زوجة داود الثانية، لكن شاول عاد وتخوف من داود وحاول قتله فهرب داود من جديد إلى بلاد الفلسطيين وتحالف معهم، لكنه لم يحارب قومه وإنما كان يحارب العماليق والجشوريين ويخبر الملك أخيش حيث أقام أنه قد ضرب بني إسرائيل، ليكسب ثقة الملك، في الفصل الثامن والعشرون يذكر السفر أن شاول قد استحضر روح صموئيل من عالم الأموات ليطلب الصفح، لكن صموئيل المستحضر أخبر شاول: الرب قد فارقك وصار عدوك. وينتهي السفر بذكر انتصار داود على العمالقة الذين هجموا على صقلغ حيث يقيم في أرض الفلسطيين، وبمقتل شاول وابنه يوناثان خلال أحد حروبه مع الفلسطيين، ثم عودة داود إلى أرض يهوذا.

## غاية السفر وأهميته
يعتبر السفر من الأسفار التاريخية وليس من أسفار الشريعة أو من أسفار النبؤة، صموئيل النبي يظهر كثالث أعظم نبي في تاريخ بني إسرائيل بعد موسى ويشوع ويكتسب أهميته من المرحلة الحاسمة التي يذكرها وهي انتقال بني إسرائيل لنظام الملكية ودوري شاول وداود المؤسس الفعلي لمملكة إسرائيل الموحدة.
للمرة الأولى يذكر في السفر مصطلح المسيح الذي سيتخذ عدة تطورات لاحقة، ويشكل مصطلحًا هامًا في جميع الأديان الإبراهيمية تقريبًا، في اليهودية المسيحية والإسلام، ويستخلص اللاهوتيون المسيحيون عددًا كبيرًا من الدروس والعبر الروحية من السفر: يُظهِر السفر طرق الله في معاملته للأشخاص سواء الخيرين أم الأشرار، سواء أفراداً أم شعوب ونرى فيه قضائه وتأديباته وغفرانه ورحمته. والكاتب يرى يد الله وراء كل الأحداث ووراء كل ما يحدث للشعوب وللأشخاص.
تأثيرات السفر ليست بكثيرة في الديانة اليهودية المعاصرة، لكن اليهود يصومون في 29 أيار العبري كل عام وهو ذكرى وفاة صموئيل، وترتبط بركتين من البركات الثمانية عشر التي تقال يوميًا في الصلاة اليهودية بسفر صموئيل الأول.

## الواقعية التاريخية
يعتبر سفرا صموئيل (الأول والثاني) مبنيين على مصادر تاريخية ومصادر أسطورية، ويعملان في المقام الأول على سد الفجوة في تاريخ إسرائيل بعد الأحداث الموصوفة في سفر التثنية. المعارك التي تتحدث عن تدمير الكنعانيين لا تدعمها السجلات الأثرية، ويعتقد الآن على نطاق واسع أن الإسرائيليين أنفسهم قد نشأوا كمجموعة فرعية من الكنعانيين. تحتوي أسفار صموئيل على الكثير من المفارقات التاريخية مما يدل على أنها لم يتم تكوينها في القرن الحادي عشر قبل الميلاد. على سبيل المثال، هناك ذكر لدروع لم تستخدم إلا لاحقا (1 صموئيل 17: 4-7، 38-39؛ 25:13)، واستخدام الجمال (1 صموئيل 30:17)، والفرسان (1 صموئيل 13 : 5، 2 صموئيل 1: 6)، ومعاول من الحديد وفؤوس (كما لو كانت شائعة حينها) (2 صموئيل 12:31)، وتقنيات الحصار المتطورة (2 صموئيل 20:15). وتم ذكر قوات عملاقة (2 صموئيل 17: 1)، ومعركة بها 20 ألف ضحية (2 صموئيل 18: 7)، وإشارة إلى قوات شبه عسكرية وخدم من مملكة كوش، مما يقدم دليلا واضحا على أن في وقت تكوين الأسفار كان الكوشيون شائعون، وذلك بعد الأسرة المصرية السادسة والعشرين، في فترة الربع الأخير من القرن الثامن قبل الميلاد.

## السفر في العهد الجديد
استشهد بسفر صموئيل الأول في العهد الجديد بتسعة مواضع، فقد استشهد يسوع بما فعله داود ومن معه عندما أكلوا من الخبز المقدس الذي لا يحل لغير الكهنة وفق الشريعة اليهودية، خلال جداله مع الفريسيين حول الالتزام بشريعة السبت، وكذلك اقتبس يسوع في الحادث نفسه من سفر صموئيل الأول: لو فهمتم معنى القول إني أطلب رحمة لا ذبيحة لما حكمتم على من لا ذنب عليهم، فإن ابن الإنسان هو رب السبت أيضًا.
ونشيد مريم العذراء الذي ألقته عند زيارة نسيبتها أليصابات، يتشابه مع نشيد حنة عند حملها بصموئيل، ويقيم اللاهوتيون المسيحيون الموزانة بين آية إنجيل لوقا: إلا أنه عرف نيات وخفايا قلوبهم. وآية سفر صموئيل: لأن الإنسان ينظر إلى العينين أما الرب فإنه ينظر إلى القلب. كدليل إضافي على ألوهة يسوع. كذلك يذكر سفر أعمال الرسل ضمن عظة بولس في أورشليم قصة تتويج شاول ملكًا وما تلاها من أحداث بشكل مختصر. وكذلك فقد استشهد بولس في رسائله بعدة مواضع من السفر بهدف توضيح العقائد، أو تقديم بعض أحداث السفر كمثال حي عن الإيمان.

## حواش
- 1 حسب التقليد اليهودي والمسيحي.
- 2 كلمة «مسيح» في اللغة العبرية هي ماشيح من الفعل «مشح» أي «مسح» ومعناها في العهد القديم الممسوح بالدهن المقدس، ونقلت كلمة «ماشيح» إلى اللغة اليونانية كما هي ولكن بحروف يونانية «ميسياس -Мεσσίας» ومن ثم ترجمت ترجمة فعلية «خريستوس -Хριτός» من الفعل اليوناني «خريو -chriw» أي يمسح؛ وجاءت في اللاتينية «كريستوس ـ Christos» ومنها في اللغات الأوربية " Christ"؛ إن عملية المسح تتم في العهد القديم بواسطة الدهن المقدس الذي كان يصنع من زيت الزيتون مضافًا إليه عددًا من الطيوب (سفر الخروج 22:30-31)، وقد ظل هذا التقليد حتى أيامنا هذه في المسيحية في سر الميرون؛ وكان الشخص أو الشيء الذي مسح يصبح مقدساً ومكرساً للرب؛ وحصر استخدامه للكهنة، الملوك والأنبياء (خروج 30:30)؛ ولهذا دعوا بمسحاء الرب (المزامير 15:105)، ومفردها «مسيح الرب» (صموئيل الثاني 1:23)، ويصفهم الله بمسحائي (أخبار الأيام الأول 22:16)؛ لكن الوحي الإلهي في أسفار العهد القديم يؤكد أن هؤلاء «المسحاء» جميعاً؛ كانوا ظلاً ورمزاً للآتي والذي دعي منذ داود فصاعداً بـ «المسيح»، وكانوا جميعاً متعلقين بمسيح المستقبل الذي سيأتي في ملء الزمان ودعاه دانيال النبي المسيح الرئيس (دانيال 24:9)، و«المسيح» و«قدوس القدوسين» (دانيال 25:9)، لأنه سيجمع في شخصه الصفات الثلاث: الكاهن والنبي والملك؛ وهذا الشخص وفق العقيدة المسيحية هو يسوع، بينما لا تزال الديانة اليهودية تنتظر قدومه.

## بيبلوجرافيا

### تعليقات على صموئيل
- Shmuel I – Samuel I (Judaica Press) translation [with راشي's commentary] at Chabad.org
- Shmuel II – Samuel II (Judaica Press) translation [with راشي's commentary] at Chabad.org
- Auld، Graeme (2003). "1 & 2 Samuel". في James D. G. Dunn and John William Rogerson (المحرر). Eerdmans Commentary on the Bible. Eerdmans. ISBN:9780802837110. مؤرشف من الأصل في 2019-12-08.
- Bergen، David T. (1996). 1, 2 Samuel. B&H Publishing Group. ISBN:9780805401073. مؤرشف من الأصل في 2019-12-08.
- Gordon، Robert (1986). I & II Samuel, A Commentary. Paternoster Press. ISBN:9780310230229. مؤرشف من الأصل في 2019-12-08.
- Hertzberg، Hans Wilhelm (1964). I & II Samuel, A Commentary (ط. trans. from German 2nd edition 1960). Westminster John Knox Press. ص. 19. ISBN:978-0664223182. مؤرشف من الأصل في 2019-12-08.
- Tsumura، David Toshio (2007). The First Book of Samuel. Eerdmans. ISBN:9780802823595. مؤرشف من الأصل في 2019-12-08.

### عام
- Breytenbach، Andries (2000). "Who Is Behind The Samuel Narrative?". في Johannes Cornelis de Moor and H.F. Van Rooy (المحرر). Past, Present, Future: the Deuteronomistic History and the Prophets. Brill. ISBN:9789004118713. مؤرشف من الأصل في 2019-12-08.
- Coogan, Michael D. (2009) A Brief Introduction to the Old Testament: The Hebrew Bible in its Context Oxford University Press
- Dick، Michael B (2004). "The History of "David's Rise to Power" and the Neo-Babylonian Succession Apologies". في Bernard Frank Batto and Kathryn L. Roberts (المحرر). David and Zion: biblical studies in honor of J.J.M. Roberts. Eisenbrauns. ISBN:9781575060927. مؤرشف من الأصل في 2019-12-08.
- Eynikel، Erik (2000). "The Relation Between the Eli Narrative and the Ark Narratives". في Johannes Cornelis de Moor and H.F. Van Rooy (المحرر). Past, present, future: the Deuteronomistic history and the prophets. Brill. ISBN:9789004118713. مؤرشف من الأصل في 2019-12-08.
- Halpern، Baruch (2001). David's Secret Demons: Messiah, Murderer, Traitor, King. Eerdmans. ISBN:9780802827975. مؤرشف من الأصل في 2019-12-08.
- Jones، Gwilym H (2001). "1 and 2 Samuel". في John Barton and John Muddiman (المحرر). The Oxford Bible Commentary. Oxford University Press. ISBN:9780198755005. مؤرشف من الأصل في 2019-12-08.
- Klein، R.W. (2003). "Samuel, books of". في Bromiley, Geoffrey W (المحرر). The International Standard Bible Encyclopedia. Eerdmans. ISBN:9780802837844. مؤرشف من الأصل في 2017-10-18.
- Knight، Douglas A (1995). "Chapter 4 Deuteronomy and the Deuteronomists". في James Luther Mays, David L. Petersen and Kent Harold Richards (المحرر). Old Testament Interpretation. T&T Clark. ص. 62. ISBN:9780567292896. مؤرشف من الأصل في 2019-07-13.
- Knight، Douglas A (1991). "Sources". في Watson E. Mills, Roger Aubrey Bullard (المحرر). Mercer Dictionary of the Bible. Mercer University Press. ISBN:9780865543737. مؤرشف من الأصل في 2019-07-03.
- McCarter Jr., P. Kyle (1984). II Samuel: A New Translation With Introduction and Commentary By. Anchor Bible. (ردمك 9780385068086).
- Schleffer، Eben (2000). "Saving Saul from the Deuteronomist". في Johannes Cornelis de Moor and H.F. Van Rooy (المحرر). Past, Present, Future: the Deuteronomistic History and the Prophets. Brill. ISBN:9789004118713. مؤرشف من الأصل في 2019-12-08.
- Soggin، Alberto (1987). Introduction to the Old Testament. Westminster John Knox Press. ISBN:9780664221560. مؤرشف من الأصل في 2019-07-03.
- Spieckerman، Hermann (2001). "The Deuteronomistic History". في Leo G. Perdue (المحرر). The Blackwell Companion to the Hebrew Bible. Blackwell. ISBN:9780631210719. مؤرشف من الأصل في 2019-12-08.
- Van Seters، John (1997). In Search of History: Historiography in the Ancient World and the Origins of Biblical History. Eisenbrauns. ISBN:9781575060132. مؤرشف من الأصل في 2019-12-08.
- Walton، John H (2009). "The Deuteronomistic History". في Andrew E. Hill, John H. Walton (المحرر). A Survey of the Old Testament. Zondervan. ISBN:9780631210719. مؤرشف من الأصل في 2019-12-08.